# 정휘 (배우)
정휘(1991년 5월 27일 ~ )는 대한민국의 배우이자, 모델이다.
2013년 단편 영화 《크리스찬 디올과 콘돔의 역학관계 증명》을 통하여 영화 배우로 첫 데뷔하였으며, 같은해(2013년)에 뮤지컬 《사운드 오브 뮤직》을 통하여 뮤지컬 배우로 데뷔하였다.

## 출연 작품

### 뮤지컬
- 2024년 《쿠로이 저택엔 누가 살고 있을까?》 ... 해웅 역
- 2024년 《시데레우스》 ... 케플러 역
- 2020년 《시데레우스》 ... 케플러 역
- 2020년 《베어 더 뮤지컬》 ... 피터 역
- 2020년 《줄리앤폴》 ... 폴 역
- 2019년 《여신님이 보고 계셔》 ... 류순호 역
- 2019년 《이토록 보통의》 ... 은기 역 (논란 후 첫 작품)
- 2018년 《풍월주》 ... 사담 역 (배우 손승원에 의한 음주운전 방조죄로 하차)
- 2018년 《랭보》 ... 들라에 역 (배우 손승원에 의한 음주운전 방조죄로 하차)
- 2018년 《문 스토리》 ... 용 역
- 2017년 《베어 더 뮤지컬》 ... 피터 역
- 2017년 《여신님이 보고 계셔》 ... 류순호 역
- 2017년 《꽃보다 남자 The Musical》 ... 하나자와 루이 역
- 2016년 《신과 함께 가라》 ... 아르보 역
- 2015년 《레드슈즈》 쇼케이스
- 2014년 《블랙메리포핀스》 ... 요나스 역
- 2014년 《백설공주를 사랑한 난장이》
- 2013년 《사운드 오브 뮤직》

### 연극
- 2020년 《올드 위키드 송》 ... 스티븐 호프만
- 2018년 《에쿠우스》 ... 알런 역
- 2017년 《모범생들》 ... 민영 역

### 영화
- 2024년 《대도시의 사랑법》 ... 수호 역
- 2021년 《메이드 인 루프탑》 ... 봉식 역
- 2019년 《삼촌》 ... 산만 역
- 2017년 《마차 타고 고래고래》 ... 고딩 밴드 키보디스트 역
- 2014년 《하교길》(단편)
- 2013년 《크리스찬 디올과 콘돔의 역학관계 증명》(단편)

### 방송
- 2020년 유튜브 《원승휘 프로젝트》
- 2018년 유튜브 《비투비의 하다방 8회》
- 2016년 JTBC 《팬텀싱어》
- 2016년 EBS 《방귀대장 뿡뿡이》 - 짜잔형(5대)

### 드라마
- 2025년 SBS 《우리 영화》 - 정은호 역

## 사건
자신의 SNS에 배우 손승원과 함께 동승했다는 사실을 밝혔다. 자필 사과문을 게재하고 현재 출연 중인 뮤지컬에서 하차 의사를 밝혔다.

## 같이 보기
- 권재환
- 최동균
- 배승길
- 안재민
- 방귀대장 뿡뿡이